# باول ماكمولان
باول ماكمولان (بالإنجليزية: Paul McMullan)‏ هو لاعب كرة قدم بريطاني، ولد في 25 فبراير 1996 في إستيرلينغ في المملكة المتحدة. شارك مع منتخب اسكتلندا تحت 16 سنة لكرة القدم. أما مع النوادي، فقد لعب مع نادي سانت ميرين ونادي ستنهاوسموير ونادي سلتيك ونادي غرينوك مورتون.

## وصلات خارجية
- باول ماكمولان على موقع الاتحاد الأوربي (الإنجليزية)
- باول ماكمولان على موقع قاعدة بيانات كرة القدم.إي يو (الإنجليزية)
- باول ماكمولان على موقع Soccerbase.com (لاعب) (الإنجليزية)
- باول ماكمولان على موقع Soccerway.com (الإنجليزية)
- باول ماكمولان على موقع عالم كرة القدم.نت (الإنجليزية)
- باول ماكمولان على موقع AS.com (الإسبانية)